# Bailey Ober
John Bailey Ober (Huntersville, Carolina del Norte, 12 de julio de 1995), más conocido como Bailey Ober, es un jugador profesional estadounidense de béisbol que se desempeña en la posición de lanzador en Minnesota Twins, equipo de las Grandes Ligas de Béisbol (MLB).

## Carrera
En 2021, Ober hizo su debut en la MLB con el equipo Minnesota Twins, donde lleva jugando cuatro temporadas.